# Zombilation - The Greatest Cuts
Albums de Lordi
Deadache
(2008) Babez for Breakfast
Zombilation - The Greatest Cuts est le deuxième best-of du groupe de hard rock finlandais Lordi. Il réunit des titres allant de l'album Get Heavy à Deadache. Ce best-of sera disponible en 2 versions (une standard et une limitée), la version limitée contiendra 3 disques.

## Album

### Disque 1: Zombilation (Audio-CD)
Ce disque contiendra une sélection de chansons du groupe.
1. Hard Rock Hallelujah
2. Bite It Like a Bulldog
3. Who's Your Daddy?
4. Devil is a Loser
5. Blood Red Sandman
6. Get Heavy
7. They Only Come Out At Night
8. My Heaven Is Your Hell
9. Beast Loose In Paradise
10. Deadache
11. Would You Love a Monsterman?
12. Bringing Back The Balls To Rock
13. Forsaken Fashion Dolls
14. Supermonstars (The Anthem Of The Phantoms)
15. The Children Of The Night
16. Rock The Hell Outta You
17. Pet The Destroyer
18. Monster Monster
19. It Snows In Hell

### Disque 2: Live In Stockholm (Audio-CD/Édition Limitée seulement)
Ce disque contient un live à Stockholm enregistré en 2006.
1. Bringing Back The Balls To Rock
2. Get Heavy
3. Who's Your Daddy?
4. Not The Nicest Guy
5. Pet The Destroyer
6. Rock The Hell Outta You
7. Blood Red Sandman
8. The Kids Who Wanna Play With The Dead
9. They Only Come Out At Night
10. Would You Love A Monsterman?
11. Hard Rock Hallelujah

Il contiendra aussi 5 chansons non-album tracks :
1. Mr. Killjoy
2. Evilove
3. Don't Let My Mother Know
4. Pyromite
5. To Hell With Pop

### Disque 3:Market Square Massacre(Video-DVD/Édition Limitée seulement)
Ce disque contiendra l'intégrale du DVD Market Square Massacre sortie en 2006.
- Live at the Helsinki Market Square :
- SCG3 Special Report
- Bringing Back The Balls To Rock
- Devil Is a Loser
- Blood Red Sandman
- It Snows In Hell
- Would You Love a Monsterman?
- Hard Rock Hallelujah
- Live at the Finnish Semi Final :
  - Hard Rock Hallelujah
  - Bringing Back The Balls To Rock
- Bonus :
  - Live at the Finnish Final: Hard Rock Hallelujah
  - Hello Athens Documentaries (documentaire réalisé pendant les jours qui ont précédé leur victoire à l'Eurovision en 2006)
- Vidéo :
  - Would You Love A Monsterman? (2006)
  - Who's Your Daddy?
  - Hard Rock Hallelujah
  - Blood Red Sandman
  - Devil Is A Loser
  - The Kin :
    - Court-métrage
    - Making of
    - Photos
    - Storyboards

## Membres
Les membres ayant enregistré des chansons sont :
- Mr. Lordi: Chant (Get Heavy - Deadache)
- Kita: Batterie (Get Heavy - Deadache)
- Amen: Guitare (Get Heavy - Deadache)
- Awa: Clavier (The Arockalypse - Deadache)
- Ox: Basse (Deadache)
- Kalma : Basse (The Monsterican Dream - The Arockalypse)
- Enary : Claviers (Get Heavy - The Monsterican Dream)
- Magnum : Basse (Get Heavy)